# 伊瑟阔
伊瑟闊（Issaquah） (發音： /ˈɪsəkwɑː/ 美國字典發音： ĭs′·ə·kwâ)位於美國華盛頓州金郡。2010年美國人口普查時人口為30,434人。
根據華盛頓州地區人均所得伊瑟闊在522個地區中排第25名。
根據華盛頓州戶政事務所，伊瑟闊2000年到2005年的人口成長在279個法人地區中排第6名 Forbes.com將伊瑟闊列為本州人口成長第2快的郊區，以及全國第89名。

## 著名人士
- 小肯·葛瑞菲，前西雅圖水手球員。[6]
- 鈴木一朗，日本棒球員。[7]
- 蒂姆·林斯肯，舊金山巨人球員。[8]

## 姐妹市
- 挪威Sunndal (來源)
- 摩洛哥Chefchaouen (來源)

## 資料來源
1. ↑  .   [November 14, 2010]. （原始内容存档于2010年12月1日）.
2. ↑  . United States Census Bureau.   [2008-01-31].
3. ↑  . United States Geological Survey. 2007-10-25  [2008-01-31].
4. ↑  . State of Washington Office of Financial Management. 2007-06-27  [2007-08-07]. （原始内容存档于2017-07-19）.
5. ↑  Woolsey, Matt. . Forbes.com: 2. 2007-07-16  [2007-08-07]. （原始内容存档于2012-06-29）.
6. ↑  Johns, Greg. . Seattle Post-Intelligencer (Hearst Corporation). June 21, 2007  [January 1, 2011].
7. ↑  . KIRO-TV (Cox Enterprises, Inc.). Associated Press. March 25, 2009  [January 1, 2011]. （原始内容存档于2009年6月6日）.
8. ↑  Taylor, Bob. . Newcastle News (The Seattle Times Company). July 6, 2007: 26  [January 1, 2011]. （原始内容存档于2015-02-24）.

## 外部連結
- City of Issaquah Official Website （页面存档备份，存于）
- Issaquah Historical Society （页面存档备份，存于）
- 中的“伊瑟阔”